# Свобода, Зденек
Зденек Свобода (чеш. Zdeněk Svoboda; род. 20 мая 1972, Брно) — чехословацкий и чешский футболист, полузащитник, а также тренер. Наиболее известен по своим выступлениям в Гамбринус лиге за пражскую «Спарту».

## Карьера
Дебютировал за родной клуб «Зброёвка» в 1989 году. В 1993 году перешёл в «Спарту», где провёл 9 сезонов, и сыграл более 150 матчей. Завершив карьеру за мальтийский «Слима Уондерерс», Свобода вернулся в футбол в 2009 году в качестве тренера «Спарты Б» (Прага).

## Сборная
На национальном уровне Свобода провёл 9 матчей. В составе сборной стал обладателем бронзовых медалей на Кубке конфедераций 1997.